# Corazón de piedra
Corazón de piedra o Stoneheart es el primer libro de la trilogía escrita por Charlie Fletcher,  que cautiva tanto a niños como también a jóvenes y adultos. Publicada por primera vez en 2006 por la editorial "Holder Children Book", relata las aventuras del personaje ficticio George Chapman y sus acompañantes.

## Esbozo
La novela fue premiada en los Branford Boase Award y nominada Guardian Children's Fiction Prize. También fue nominada al premio Carnegie Medal.
Las críticas al libro son variadas. Muchas de estas se concentran en el tema principal en que se desarrolla la historia, denominado una "intrigante premisa" y una "ingeniosa idea" relatando interesantes facetas del Londres moderno e historias que marcaron la formación de este. Describiendo positivamente y con alto contenido de comparaciones para que el lector se haga una imagen de lo que el autor ha escrito, producto de su imaginación. Trata valores como la amistad, la confianza y el altruismo.
Los derechos de reproducción cinematográfica fueron adquiridos por Paramount meses antes de que el libro fuese publicado.
Stoneheart(2006) es el primer libro, seguido por Ironhand(2007) y Silvertongue (2008).

## Resumen
Después de meterse en problemas en una excursión escolar al Museo de Historia Natural, George se aleja de este sitio y, accidentalmente, rompe la cabeza de un dragón de piedra que se encontraba en un lado de la pared. Esto pone en marcha a un pterodáctilo de piedra que está en la parte superior, quien cobra vida sin explicación aparente. Cuando George huye, ve tres salamandras de piedra las cuales también lo persiguen. Durante la persecución, se encuentra con El Artillero, una estatua de un soldado de la I Guerra Mundial, que le ayuda a escapar del pterodáctilo y salamandras. Él explica a George que al romper el dragón de piedra, ha entrado en un mundo diferente, un estrato diferente de Londres en el cual las estatuas pueden moverse y hablar. Las estatuas que son modelos de los seres humanos tienen el espíritu de esa persona en particular dentro de ellos, y tienen la habilidad de a hablar. Ser la "la imagen" de esa persona en forma de estatua, se le denomina 'vitrato'. Las estatuas de animales y otras criaturas se llaman máculas (como el pterodáctilo y las salamandras) no tienen ningún espíritu dentro de ellos por lo que no puede hablar(pero en libros posteriores se muestra a varias máculas hablando). Hay muchos mundos y el mundo al que ha entrado George es uno donde todas las máculas y los vitratos están en guerra unos con otros.

## Personajes

### Personajes humanos
George Chapman - El protagonista, de quien se relata la historia en tercera persona. Apodado el "hacedor" debido a una cicatriz en que para los vitratos tiene un significado, y es que este puede construir cualquier cosa con cualquier material
Edie Laemmel - Es una niña de la misma edad de George, es huérfana según la historia, detesta vivir en los orfanatos y es por ello que se adapta con facilidad a la vida en la calle. Durante toda la historia es llamada la vislumbre, término que refiere a una persona que tiene la capacidad de ver los sucesos que acontecieron en determinado lugar (generalmente negativos) al tocar algún objeto.
El caminante - Es el antagonista de la historia. En su época fue un humano que habitaba Londres, tuvo su primer encuentro con Edie en la "feria de la escarcha" cuando la ahogó brutalmente.

### Personajes vitratos
El Artillero - Es el primer vitrato con quien George habla, este lo salva de múltiples encuentros con máculas que lo quieren muerto. El Artillero tiene un papel importantísimo en la historia pues este acompaña a George y a Edie en la mayor parte del relato, explicándoles lo que han causado.
Las Esfinges - Las esfinges son, como dice la mitología egipcia, seres con la parte inferior del cuerpo de león y la parte superior de persona. En la historia, son mitad máculas mitad vitratos. Son visitadas por George, el Artillero y Eddie en búsqueda de respuestas para la solución a lo que han provocado.
Diccionario Johnson - Es el vitrato de la primera persona que escribió un libro cuyo contenido tenía una palabra y al lado su significado. Es una persona muy sabia y trata con amabilidad a los niños que ayuda a descifrar el acertijo entregado por las esfinges.
El Fraile Negro - enigmático personaje cuyas intenciones son desconocidas. En la primera parte, les da posada, alimento y calor de hogar a los niños.
El Fusilero - Es amigo del artillero, salva a George del ataque del hombre Rejilla, quien casi le quita la vida.

### Personajes máculas
El hombre rejilla - Una escultura de metal separada por rejillas, su movimiento se da por partes ajustadas cada vez que realiza uno, todo imperfectamente sincronizado.
Minotauro - Es enviado por el cuervo que a su vez es enviado por "el caminante", en una desesperada maniobra para traer a este, a George con rapidez, pero el Minotauro se equivoca y en vez de George, trae a Edie.
El Pterodactilo - Es la primera mácula que sale en defensa de su hermana la mácula que George había destruido por accidente.
Salamandras - Tres anfibios que cobran vida para perseguir a George después de ser destruida la primera mácula.